# Torneo Federativo 2009 (Chaco)
El Torneo Federativo 2009 fue el certamen correspondiente a la temporada 2009 del Torneo Federativo, torneo oficial organizado por la Federación Chaqueña de Fútbol, que nuclea a las 8 ligas regionales de fútbol de la Provincia del Chaco, Argentina, cuyo objetivo es clasificar un campeón provincial al Torneo del Interior 2010.

## Equipos participantes
| Zona  | Equipo                                          | Ciudad                       | Estadio                        | Capacidad | Liga de origen                          |
| ----- | ----------------------------------------------- | ---------------------------- | ------------------------------ | --------- | --------------------------------------- |
| Este  | Club Nacional José María Paz                    | Resistencia                  | C.S. y D. Fontana              | 3500      | Liga Chaqueña de Fútbol                 |
| Este  | Club Atlético Sarmiento                         | Resistencia                  | C.S. y D. Fontana              | 3500      | Liga Chaqueña de Fútbol                 |
| Este  | Club San Carlos                                 | La Escondida                 | C. San Carlos                  | 1000      | Liga Regional de Fútbol (Machagai)      |
| Este  | Club Atlético Villa Elena                       | La Verde                     | C.A. Villa Elena               | 1000      | Liga Regional de Fútbol (Machagai)      |
| Este  | Club Atlético América                           | General José de San Martín   | C.A. América                   | 1500      | Liga de Fútbol del Norte Chaqueño       |
| Este  | Club Social y Deportivo Ciervo Petiso           | Ciervo Petiso                | C.S. y Deportivo Ciervo Petiso | 1000      | Liga de Fútbol del Norte Chaqueño       |
| Este  | Fútbol Club Pabellón Argentino                  | Las Palmas                   | L.D. y C. Las Palmas           | 1500      | Liga Deportiva y Cultural Las Palmas    |
| Este  | Club Sportivo Libertad                          | La Leonesa                   | L.D. y C. Las Palmas           | 1500      | Liga Deportiva y Cultural Las Palmas    |
| Oeste | Unión Deportiva Aprendices Chaqueños            | Presidencia Roque Sáenz Peña | U.D. Aprendices Chaqueños      | 1000      | Liga Saenzpeñense de Fútbol             |
| Oeste | Club Social y Deportivo Unión                   | Presidencia Roque Sáenz Peña | C.S. y Deportivo Unión         | 1000      | Liga Saenzpeñense de Fútbol             |
| Oeste | Club Atlético Marcelino Ugarte                  | Coronel Du Graty             | C.A. Marcelino Ugarte          | 1000      | Asociación de Fútbol del Oeste Chaqueño |
| Oeste | Club Unión Progresista                          | Villa Ángela                 | C. Unión Progresista           | 1500      | Asociación de Fútbol del Oeste Chaqueño |
| Oeste | Club Atlético Charata                           | Charata                      | Del Barrio Malvinas            | 5000      | Liga de Fútbol del Noroeste Chaqueño    |
| Oeste | Asociación Civil, Cultural y Deportiva Libertad | Charata                      | Rubén Ramiro Laola             | 2000      | Liga de Fútbol del Noroeste Chaqueño    |
| Oeste | Club Centro de Empleados de Comercio            | Quitilipi                    | C.A. Juventud Cooperativista   | 2500      | Liga Quitilipense de Fútbol             |
| Oeste | Club Atlético Reserva Ferro Carril Oeste        | Quitilipi                    | C.A. Juventud Cooperativista   | 2500      | Liga Quitilipense de Fútbol             |

## Fixture
|  | Primera fase                                   | Primera fase            | Primera fase            | Primera fase            |                         |  | Semifinales de zona     | Semifinales de zona     | Semifinales de zona     | Semifinales de zona     |  |  | Finales de zona         | Finales de zona         | Finales de zona         | Finales de zona         |  |  | Final provincial | Final provincial | Final provincial | Final provincial |
|  | 05, 06, 12 y 13/09/2009                        | 05, 06, 12 y 13/09/2009 | 05, 06, 12 y 13/09/2009 | 05, 06, 12 y 13/09/2009 |                         |  | 19, 20, 26 y 27/09/2009 | 19, 20, 26 y 27/09/2009 | 19, 20, 26 y 27/09/2009 | 19, 20, 26 y 27/09/2009 |  |  | 03, 04, 10 y 11/10/2009 | 03, 04, 10 y 11/10/2009 | 03, 04, 10 y 11/10/2009 | 03, 04, 10 y 11/10/2009 |  |  | 18 y 25/10/2009  | 18 y 25/10/2009  | 18 y 25/10/2009  | 18 y 25/10/2009  |
|  |                                                |                         |                         |                         |                         |  |                         |                         |                         |                         |  |  |                         |                         |                         |                         |  |  |                  |                  |                  |                  |
|  | Sarmiento                                      | 6                       | 4                       | 10                      |                         |  |                         |                         |                         |                         |  |  |                         |                         |                         |                         |  |  |                  |                  |                  |                  |
|  | Sportivo Libertad (La Leonesa)                 | 0                       | 0                       | 0                       |                         |  |                         |                         |                         |                         |  |  |                         |                         |                         |                         |  |  |                  |                  |                  |                  |
|  | Sportivo Libertad (La Leonesa)                 | 0                       | 0                       | 0                       | Sarmiento               |  |                         |                         |                         |                         |  |  |                         |                         |                         |                         |  |  |                  |                  |                  |                  |
|  |                                                |                         |                         |                         |                         |  |                         |                         |                         |                         |  |  |                         |                         |                         |                         |  |  |                  |                  |                  |                  |
|  |                                                |                         |                         |                         |                         |  |                         |                         |                         |                         |  |  |                         |                         |                         |                         |  |  |                  |                  |                  |                  |
|  | Deportivo Ciervo Petiso                        |                         |                         |                         |                         |  |                         |                         |                         |                         |  |  |                         |                         |                         |                         |  |  |                  |                  |                  |                  |
|  |                                                |                         |                         |                         |                         |  |                         |                         |                         |                         |  |  |                         |                         |                         |                         |  |  |                  |                  |                  |                  |
|  | Villa Elena (La Verde)                         |                         |                         |                         |                         |  |                         |                         |                         |                         |  |  |                         |                         |                         |                         |  |  |                  |                  |                  |                  |
|  |                                                |                         |                         |                         |                         |  |                         |                         |                         |                         |  |  |                         |                         |                         |                         |  |  |                  |                  |                  |                  |
|  | Zona Este                                      |                         |                         |                         |                         |  |                         |                         |                         |                         |  |  |                         |                         |                         |                         |  |  |                  |                  |                  |                  |
|  |                                                |                         |                         |                         |                         |  |                         |                         |                         |                         |  |  |                         |                         |                         |                         |  |  |                  |                  |                  |                  |
|  | Nacional José María Paz                        | 1                       | 0                       | 1 (4)                   |                         |  |                         |                         |                         |                         |  |  |                         |                         |                         |                         |  |  |                  |                  |                  |                  |
|  | Nacional José María Paz                        | 1                       | 0                       | 1 (4)                   |                         |  |                         |                         |                         |                         |  |  |                         |                         |                         |                         |  |  |                  |                  |                  |                  |
|  | San Carlos (La Escondida)                      | 0                       | 1                       | 1 (3)                   |                         |  |                         |                         |                         |                         |  |  |                         |                         |                         |                         |  |  |                  |                  |                  |                  |
|  | San Carlos (La Escondida)                      | 0                       | 1                       | 1 (3)                   | Nacional José María Paz |  |                         |                         |                         |                         |  |  |                         |                         |                         |                         |  |  |                  |                  |                  |                  |
|  |                                                |                         |                         |                         |                         |  |                         |                         |                         |                         |  |  |                         |                         |                         |                         |  |  |                  |                  |                  |                  |
|  |                                                |                         |                         |                         |                         |  |                         |                         |                         |                         |  |  |                         |                         |                         |                         |  |  |                  |                  |                  |                  |
|  | América (General José de San Martín)           |                         |                         |                         |                         |  |                         |                         |                         |                         |  |  |                         |                         |                         |                         |  |  |                  |                  |                  |                  |
|  |                                                |                         |                         |                         |                         |  |                         |                         |                         |                         |  |  |                         |                         |                         |                         |  |  |                  |                  |                  |                  |
|  | Pabellón Argentino (Las Palmas)                |                         |                         |                         |                         |  |                         |                         |                         |                         |  |  |                         |                         |                         |                         |  |  |                  |                  |                  |                  |
|  |                                                |                         |                         |                         |                         |  |                         |                         |                         |                         |  |  |                         |                         |                         |                         |  |  |                  |                  |                  |                  |
|  |                                                |                         |                         |                         |                         |  |                         |                         |                         |                         |  |  |                         |                         |                         |                         |  |  |                  |                  |                  |                  |
|  |                                                |                         |                         |                         |                         |  |                         |                         |                         |                         |  |  |                         |                         |                         |                         |  |  |                  |                  |                  |                  |
|  | Aprendices Chaqueños                           | 3                       | 2                       | 5                       |                         |  |                         |                         |                         |                         |  |  |                         |                         |                         |                         |  |  |                  |                  |                  |                  |
|  | Aprendices Chaqueños                           | 3                       | 2                       | 5                       |                         |  |                         |                         |                         |                         |  |  |                         |                         |                         |                         |  |  |                  |                  |                  |                  |
|  | Unión Progresista                              | 0                       | 3                       | 3                       |                         |  |                         |                         |                         |                         |  |  |                         |                         |                         |                         |  |  |                  |                  |                  |                  |
|  | Unión Progresista                              | 0                       | 3                       | 3                       | Aprendices Chaqueños    |  |                         |                         |                         |                         |  |  |                         |                         |                         |                         |  |  |                  |                  |                  |                  |
|  |                                                |                         |                         |                         |                         |  |                         |                         |                         |                         |  |  |                         |                         |                         |                         |  |  |                  |                  |                  |                  |
|  |                                                |                         |                         |                         |                         |  |                         |                         |                         |                         |  |  |                         |                         |                         |                         |  |  |                  |                  |                  |                  |
|  | Atlético Charata                               |                         |                         |                         |                         |  |                         |                         |                         |                         |  |  |                         |                         |                         |                         |  |  |                  |                  |                  |                  |
|  |                                                |                         |                         |                         |                         |  |                         |                         |                         |                         |  |  |                         |                         |                         |                         |  |  |                  |                  |                  |                  |
|  | Centro de Empleados de Comercio (Quitilipi)    |                         |                         |                         |                         |  |                         |                         |                         |                         |  |  |                         |                         |                         |                         |  |  |                  |                  |                  |                  |
|  |                                                |                         |                         |                         |                         |  |                         |                         |                         |                         |  |  |                         |                         |                         |                         |  |  |                  |                  |                  |                  |
|  | Zona Oeste                                     |                         |                         |                         |                         |  |                         |                         |                         |                         |  |  |                         |                         |                         |                         |  |  |                  |                  |                  |                  |
|  |                                                |                         |                         |                         |                         |  |                         |                         |                         |                         |  |  |                         |                         |                         |                         |  |  |                  |                  |                  |                  |
|  | Deportivo Unión (Presidencia Roque Sáenz Peña) | 1                       | 1                       | 2 (4)                   |                         |  |                         |                         |                         |                         |  |  |                         |                         |                         |                         |  |  |                  |                  |                  |                  |
|  | Deportivo Unión (Presidencia Roque Sáenz Peña) | 1                       | 1                       | 2 (4)                   |                         |  |                         |                         |                         |                         |  |  |                         |                         |                         |                         |  |  |                  |                  |                  |                  |
|  | Libertad (Charata)                             | 1                       | 1                       | 2 (5)                   |                         |  |                         |                         |                         |                         |  |  |                         |                         |                         |                         |  |  |                  |                  |                  |                  |
|  | Libertad (Charata)                             | 1                       | 1                       | 2 (5)                   | Libertad (Charata)      |  |                         |                         |                         |                         |  |  |                         |                         |                         |                         |  |  |                  |                  |                  |                  |
|  |                                                |                         |                         |                         |                         |  |                         |                         |                         |                         |  |  |                         |                         |                         |                         |  |  |                  |                  |                  |                  |
|  |                                                |                         |                         |                         |                         |  |                         |                         |                         |                         |  |  |                         |                         |                         |                         |  |  |                  |                  |                  |                  |
|  | Marcelino Ugarte (Coronel Du Graty)            |                         |                         |                         |                         |  |                         |                         |                         |                         |  |  |                         |                         |                         |                         |  |  |                  |                  |                  |                  |
|  |                                                |                         |                         |                         |                         |  |                         |                         |                         |                         |  |  |                         |                         |                         |                         |  |  |                  |                  |                  |                  |
|  | Reserva Ferro Carril Oeste (Quitilipi)         |                         |                         |                         |                         |  |                         |                         |                         |                         |  |  |                         |                         |                         |                         |  |  |                  |                  |                  |                  |

### Primera fase

#### Zona Este

##### Series
| Equipo 1                             | Global | Global | Equipo 2                        |
| ------------------------------------ | ------ | ------ | ------------------------------- |
| Sarmiento                            | 10     | 0      | Sportivo Libertad (La Leonesa)  |
| Villa Elena (La Verde)               |        |        | Deportivo Ciervo Petiso         |
| Nacional José María Paz              | 1 (4)  | 1 (3)  | San Carlos (La Escondida)       |
| América (General José de San Martín) |        |        | Pabellón Argentino (Las Palmas) |

##### Resultados
| Partidos de ida                 | Partidos de ida | Partidos de ida | Partidos de ida                      | Partidos de ida |
| Local                           | Resultado       | Resultado       | Visitante                            | Fecha           |
| ------------------------------- | --------------- | --------------- | ------------------------------------ | --------------- |
| Sarmiento                       | 6               | 0               | Sportivo Libertad (La Leonesa)       | 06/09/2009      |
| Deportivo Ciervo Petiso         | 2               | 1               | Villa Elena (La Verde)               | 06/09/2009      |
| San Carlos (La Escondida)       | 0               | 1               | Nacional José María Paz              | 06/09/2009      |
| Pabellón Argentino (Las Palmas) | 0               | 1               | América (General José de San Martín) | 06/09/2009      |

| Partidos de vuelta                   | Partidos de vuelta | Partidos de vuelta | Partidos de vuelta              | Partidos de vuelta |
| Local                                | Resultado          | Resultado          | Visitante                       | Fecha              |
| ------------------------------------ | ------------------ | ------------------ | ------------------------------- | ------------------ |
| Sportivo Libertad (La Leonesa)       | 0                  | 4                  | Sarmiento                       | 12/09/2009         |
| Villa Elena (La Verde)               |                    |                    | Deportivo Ciervo Petiso         | 13/09/2009         |
| Nacional José María Paz              | 0                  | 1                  | San Carlos (La Escondida)       | 12/09/2009         |
| América (General José de San Martín) |                    |                    | Pabellón Argentino (Las Palmas) | 13/09/2009         |

#### Zona Oeste

##### Series
| Equipo 1                                       | Global | Global | Equipo 2                                    |
| ---------------------------------------------- | ------ | ------ | ------------------------------------------- |
| Aprendices Chaqueños                           | 5      | 3      | Unión Progresista                           |
| Atlético Charata                               |        |        | Centro de Empleados de Comercio (Quitilipi) |
| Deportivo Unión (Presidencia Roque Sáenz Peña) | 2 (4)  | 2 (5)  | Libertad (Charata)                          |
| Marcelino Ugarte (Coronel Du Graty)            |        |        | Reserva Ferro Carril Oeste (Quitilipi)      |

##### Resultados
| Partidos de ida                                | Partidos de ida | Partidos de ida | Partidos de ida                             | Partidos de ida |
| Local                                          | Resultado       | Resultado       | Visitante                                   | Fecha           |
| ---------------------------------------------- | --------------- | --------------- | ------------------------------------------- | --------------- |
| Unión Progresista                              | 0               | 3               | Aprendices Chaqueños                        | 06/09/2009      |
| Atlético Charata                               | 1               | 1               | Centro de Empleados de Comercio (Quitilipi) | 06/09/2009      |
| Deportivo Unión (Presidencia Roque Sáenz Peña) | 1               | 1               | Libertad (Charata)                          | 05/09/2009      |
| Reserva Ferro Carril Oeste (Quitilipi)         | 0               | 0               | Marcelino Ugarte (Coronel Du Graty)         | 05/09/2009      |

| Partidos de vuelta                          | Partidos de vuelta | Partidos de vuelta | Partidos de vuelta                             | Partidos de vuelta |
| Local                                       | Resultado          | Resultado          | Visitante                                      | Fecha              |
| ------------------------------------------- | ------------------ | ------------------ | ---------------------------------------------- | ------------------ |
| Aprendices Chaqueños                        | 2                  | 3                  | Unión Progresista                              | 13/09/2009         |
| Centro de Empleados de Comercio (Quitilipi) |                    |                    | Atlético Charata                               |                    |
| Libertad (Charata)                          | 1                  | 1                  | Deportivo Unión (Presidencia Roque Sáenz Peña) | 13/09/2009         |
| Marcelino Ugarte (Coronel Du Graty)         |                    |                    | Reserva Ferro Carril Oeste (Quitilipi)         |                    |

### Semifinales de zona

#### Zona Este

##### Series
| Equipo 1 | Global | Global | Equipo 2 |
| -------- | ------ | ------ | -------- |
|          |        |        |          |
|          |        |        |          |

##### Resultados
| Partidos de ida | Partidos de ida | Partidos de ida | Partidos de ida | Partidos de ida |
| Local           | Resultado       | Resultado       | Visitante       | Fecha           |
| --------------- | --------------- | --------------- | --------------- | --------------- |
|                 |                 |                 |                 |                 |
|                 |                 |                 |                 |                 |

| Partidos de vuelta | Partidos de vuelta | Partidos de vuelta | Partidos de vuelta | Partidos de vuelta |
| Local              | Resultado          | Resultado          | Visitante          | Fecha              |
| ------------------ | ------------------ | ------------------ | ------------------ | ------------------ |
|                    |                    |                    |                    |                    |
|                    |                    |                    |                    |                    |

#### Zona Oeste

##### Series
| Equipo 1 | Global | Global | Equipo 2 |
| -------- | ------ | ------ | -------- |
|          |        |        |          |
|          |        |        |          |

##### Resultados
| Partidos de ida | Partidos de ida | Partidos de ida | Partidos de ida | Partidos de ida |
| Local           | Resultado       | Resultado       | Visitante       | Fecha           |
| --------------- | --------------- | --------------- | --------------- | --------------- |
|                 |                 |                 |                 |                 |
|                 |                 |                 |                 |                 |

| Partidos de vuelta | Partidos de vuelta | Partidos de vuelta | Partidos de vuelta | Partidos de vuelta |
| Local              | Resultado          | Resultado          | Visitante          | Fecha              |
| ------------------ | ------------------ | ------------------ | ------------------ | ------------------ |
|                    |                    |                    |                    |                    |
|                    |                    |                    |                    |                    |

### Finales de zona

#### Zona Este

##### Serie
| Equipo 1 | Global | Global | Equipo 2 |
| -------- | ------ | ------ | -------- |
|          |        |        |          |

##### Resultados
| Partido de ida | Partido de ida | Partido de ida | Partido de ida | Partido de ida |
| Local          | Resultado      | Resultado      | Visitante      | Fecha          |
| -------------- | -------------- | -------------- | -------------- | -------------- |
|                |                |                |                |                |

| Partido de vuelta | Partido de vuelta | Partido de vuelta | Partido de vuelta | Partido de vuelta |
| Local             | Resultado         | Resultado         | Visitante         | Fecha             |
| ----------------- | ----------------- | ----------------- | ----------------- | ----------------- |
|                   |                   |                   |                   |                   |

#### Zona Oeste

##### Serie
| Equipo 1 | Global | Global | Equipo 2 |
| -------- | ------ | ------ | -------- |
|          |        |        |          |

##### Resultados
| Partido de ida | Partido de ida | Partido de ida | Partido de ida | Partido de ida |
| Local          | Resultado      | Resultado      | Visitante      | Fecha          |
| -------------- | -------------- | -------------- | -------------- | -------------- |
|                |                |                |                |                |

| Partido de vuelta | Partido de vuelta | Partido de vuelta | Partido de vuelta | Partido de vuelta |
| Local             | Resultado         | Resultado         | Visitante         | Fecha             |
| ----------------- | ----------------- | ----------------- | ----------------- | ----------------- |
|                   |                   |                   |                   |                   |

### Final provincial

##### Serie
| Equipo 1 | Global | Global | Equipo 2 |
| -------- | ------ | ------ | -------- |
|          |        |        |          |

##### Resultados
| Partido de ida | Partido de ida | Partido de ida | Partido de ida | Partido de ida |
| Local          | Resultado      | Resultado      | Visitante      | Fecha          |
| -------------- | -------------- | -------------- | -------------- | -------------- |
|                |                |                |                |                |

| Partido de vuelta | Partido de vuelta | Partido de vuelta | Partido de vuelta | Partido de vuelta |
| Local             | Resultado         | Resultado         | Visitante         | Fecha             |
| ----------------- | ----------------- | ----------------- | ----------------- | ----------------- |
|                   |                   |                   |                   |                   |

- Datos: Q115606429